# Mourning Becomes Electra (pel·lícula)
 Mourning Becomes Electra és una pel·lícula estatunidenca dirigida per Dudley Nichols, estrenada el 1947.

## Argument
Després de la Guerra Civil Americana, Ezra Mannon retorna a casa seva, però la seva tranquil·la casa s'ha transformat en un camp de batalla entre la seva dona Christine i la seva filla Lavinia que lluiten per l'amor del mateix home, un simpàtic capità anomenat Adam Brant.

## Repartiment
- Rosalind Russell: Lavinia Mannon
- Michael Redgrave: Orin Mannon
- Raymond Massey: Brig. General Ezra Mannon
- Katína Paxinoú: Christine Mannon
- Leo Genn: Adam Brant
- Kirk Douglas: Peter Niles
- Nancy Coleman: Hazel Niles
- Henry Hull: Seth Beckwith
- Sara Allgood: Landlady
- Thurston Hall: Dr. Blake
- Walter Baldwin: Amos Ames
- Elisabeth Risdon: La Sra. Hills
- Erskine Sanford: Josiah Borden
- Jimmy Conlin: Abner Small
- Lee Baker: Reverend Hill

## Premis i nominacions[calcitació]

### Premis
- 1948: Globus d'Or a la millor actriu dramàtica per Rosalind Russell

### Nominacions
- 1948: Oscar al millor actor per Michael Redgrave
- 1948: Oscar a la millor actriu per Rosalind Russell